# Kreuzstein (Mondsee)

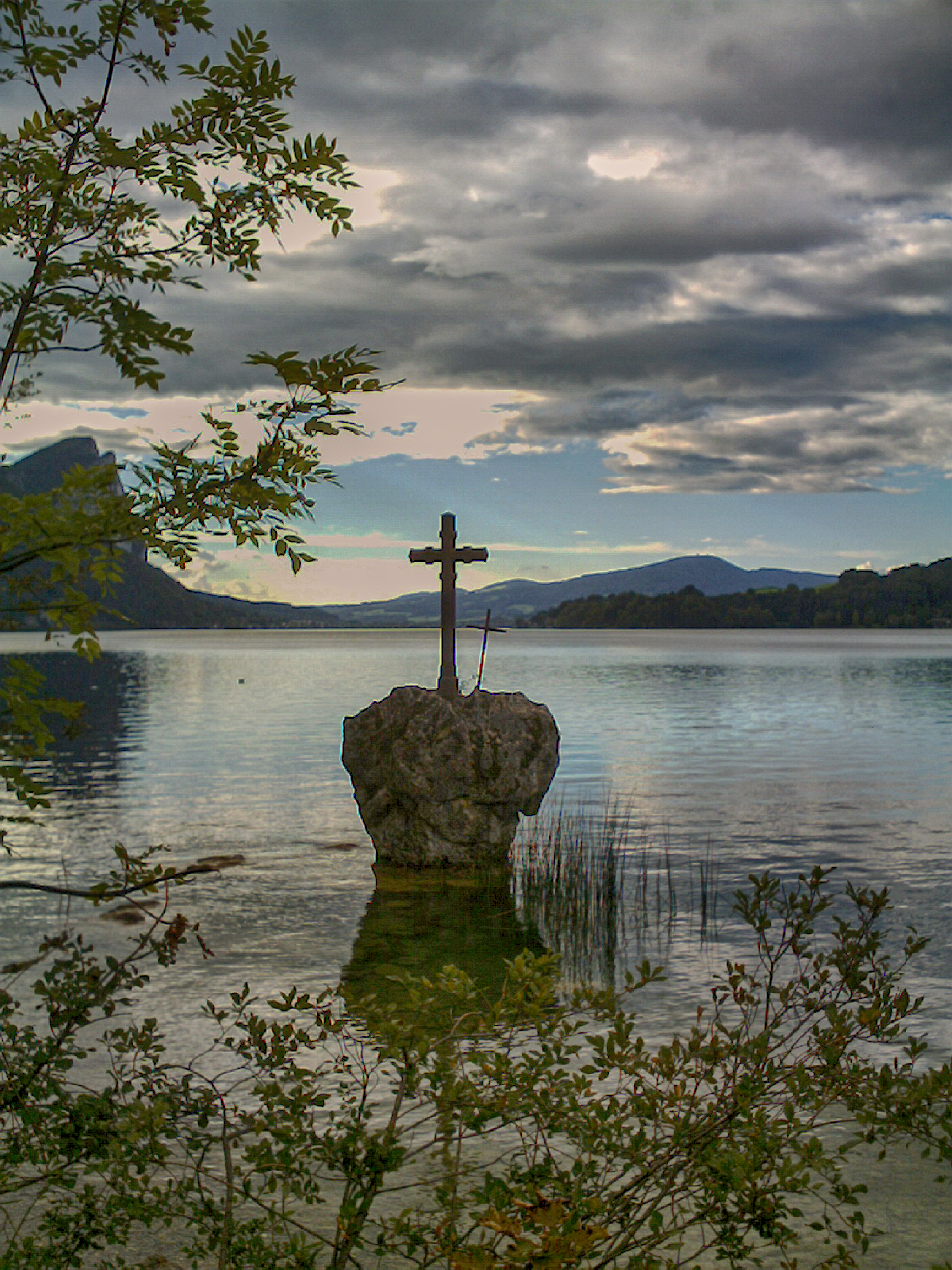
Der Kreuzstein vom nahen Südufer des Mondsees aus, mit Blickrichtung Westnordwest, links im Bildhintergrund die Drachenwand

Der Kreuzstein ist ein Felsblock in der Gemeinde Mondsee im Land Oberösterreich in Österreich. Er liegt im seichten Wasser des Mondsees, nur wenige Meter vom östlichen Südufer entfernt, das hier die Grenze zum Land Salzburg bildet, hier Gemeinde Sankt Gilgen, Katastralgemeinde Oberburgau.
Der Felsblock aus Kalkstein ist stark erodiert, besonders an seiner Basis, so dass er nicht senkrecht, sondern mit Überhang rund 1,9 m aus dem Wasser ragt. Er hat oben einen Durchmesser von 2,1 m, an der Basis aber nur 1,3 m.
Der Felsblock trägt ein senkrecht aufragendes und rund 1,8 m hohes christliches Kreuz aus Stein, das ihm wohl seinen Namen gab, sowie daneben ein kleineres schräg stehendes (Höhe etwa 80 cm) heidnisches Belebungskreuz aus Eisen. Auf dem Felsblock befindet sich auch ein Geocache.
Der Kreuzstein gab seinen Namen auch dem gleichnamigen Ortsteil der Gemeinde Sankt Gilgen (Fischzuchtanlage Kreuzstein am Mondsee), sowie dem Kreuzstein-Wasserfall am Altersbach.

## Galerie

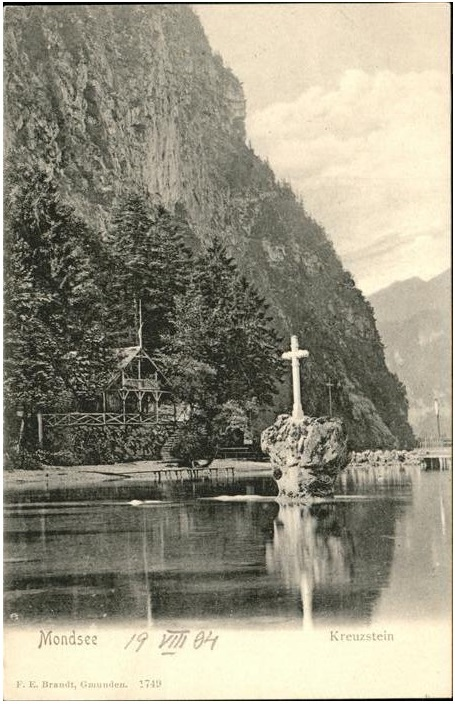
Postkarte von 1904
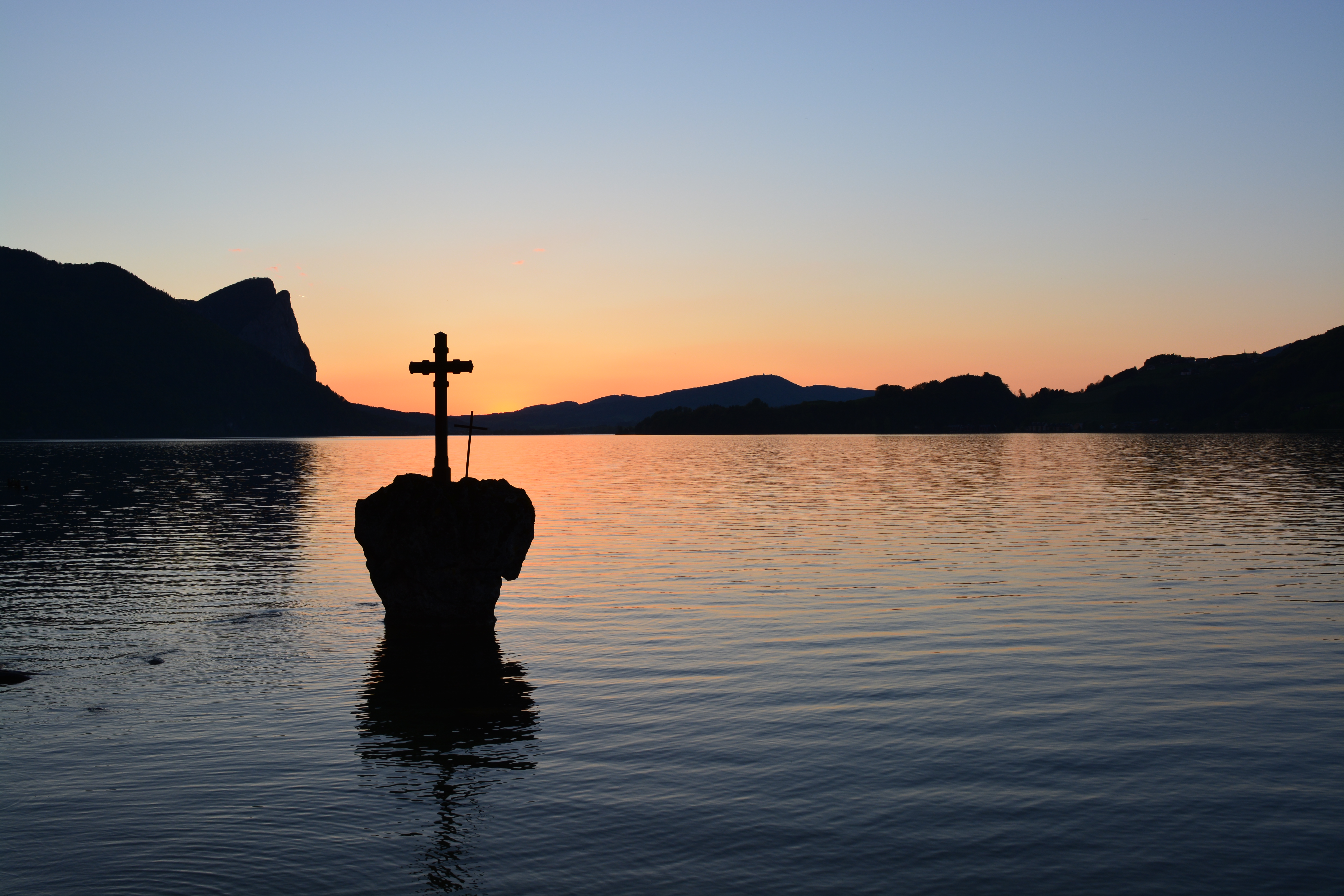
Kreuzstein bei Sonnenuntergang